# 칠무해
前 칠무해(Seven Warlords of the Sea, 王下七武海(おうかしちぶかい))는 일본 만화 및 애니메이션 《원피스》에 등장하는 가상의 단체이다. 세계정부에게 공인된 7명의 해적들. 세계정부에 일부를 상납하는 조건으로 약탈행위를 허가받으며, 해군에게도 쫓기지 않는다. 바다에서 그 강함과 영향력이 증명되어, 그 존재가 다른 해적들 또는 세계정부의 적들에게 위협이 될만한 해적들이 가입권유를 받는다. 다른 해적에게 패하면 자격이 박탈된다. 정상전쟁을 치를 때 흰 수염 해적단과의 전쟁을 위해 해군 본부에 소환되었다. '왕의 부하'라는 호칭에 대해서는 정확히 알려진 바 없었으나, 908화를 기점, 세계정부의 최고권력인 오로성보다도 위인 왕이 존재함이 밝혀졌지만, 956화에서 왕하 칠무해의 제도가 완전 폐지되고 만다. 그 이유는 알라바스타의 왕인 네펠타리 코브라와 드레스로자의 왕인 리쿠 돌드 3세가 크로커다일과 돈키호테 도플라밍고 이 두 명의 칠무해에 의해 자신들의 나라가 많은 피해를 입혔다고 말했기 때문이다. 그리하여, 두 왕의 의안이 레벨리에서 백열의 협의 끝에 대다수 찬성을 얻어내며 '왕의 부하' 칠무해는 완전 폐지가 된다. 그리하여, 자신들에게 걸렸던 현상금들이 다시 유효화되면서 정부와 적이 되는 동시에 일반 해적들처럼 해군에게 다시 쫓기는 신세가 된다.

## 前 칠무해
'해적여제', '뱀 여왕' 보아 행콕 (칠무해 폐지)
현상금:8000만 베리 → 16억 5900만 베리.
성우 : 미츠이시 코토노
성우 : 이명희 (대원방송, 애니박스) / 양정화(투니버스 3D2Y 스폐셜)
해왕류들의 서식지인 캄벨트에 위치한 여인섬 아마존 릴리의 여왕. 구사 해적단의 선장으로 세계 제일의 미녀라 불리며, 매료매료 열매를 먹어 자신에게 조금이라도 사심이 있는 자(여자도 포함)를 모조리 석화시켜 버린다. 前 칠무해 중 한 명이자, 고르곤 자매 장녀. 바솔로뮤 쿠마에 의해 여인섬에 들어온 몽키 D. 루피를 적대시하며, 석화시키려다 오히려 루피를 짝사랑하게 되는 신세가 된다. 패기를 다루는게 능숙하고, '무장색'의 패기와 '패왕색'의 패기를 지니고 있다. 과거 어린시절 동생들인 썬더소니아, 마리골드와 함께 납치되어 천룡인의 노예로써 살았던적이 있어서인지 극심한 남성 혐오증과 무한 이기주의적 히스테리로 횡포를 부리기도 한다. 과거 유년시절 로저 해적단의 부선장인 실버즈 레일리와 선선대의 쿠자의 황제 뇽 할멈에 의해 구출된 적이 있어 그들과 잘아는 사이. 살로메라는 뱀을 항상 옆에 두고 있다.
'매의 눈' 쥬라큘 미호크 (칠무해 폐지)
현상금:35억9천만베리.
성우 : 아오노 타케시 → 카케가와 히로히코
성우 : 故 장정진→서문석(KBS),  이정구(투니버스 3D2Y 스폐셜), 고구인→최한(대원방송)
12개밖에 없는 검이며, 그 가격도 상당히 비싸다는 검, 흑도 요루를 사용한다. 세계 제일의 검호라 불리며 그 힘은 사황 샹크스와 호각을 이룬다고 알려져 있으며 현재는 샹크스와 술을 나눌정도로 친한 사이다. 칠무해 최강자이며 해군 계급으로 따지면 원수에 필적할 강함을 보유하고 있다. 클리크 해적단을 궤멸시킬 당시에 조로의 삼도류 오의 삼천세계를 가볍게 막은뒤에 그를 벤다.(이때 생긴 조로의 상처는 계속 꿰맨 상태이다.) 정상 결전 당시 에이스를 구출하고자 마린 포드에 잠입한 루피를 단칼에 베려고 했으나 의도적이었던 비의도적이었든 루피를 감싸려드는 인사들의 방해로 치명상은 입히지 못했다. 또한 정상 결전을 매듭 지으러 온 샹크스를 보자마자 계약 범위를 넘어섰다는 이유로 먼저 손을 뗐다. 한편 루피 일당을 예의 주시하고 있으며 바솔로뮤 쿠마가 롤로노아 조로를 날린 어두우르가나 섬이 미호크의 은신처라 지금은 조로의 스승이다. 그 실력상 前 칠무해 중 최강으로 평가를 받고 있어서 사황급 세계관 최강자에 맞먹는 전투력을 갖고 있다. 조로에게 무장색 패기를 가르쳐 준 걸로 보아 엄청난 무장색의 패기를 지니고 있는걸로 보여진다. 즉 칠무해 중에서도 가장 강한 실력을 보여준다. 前 칠무해가 폐지가 된후 해군들에게 포위되자 다시 쫓기는 입장이 되냐며 오랜만에 떨린다는 말을 한다. 이후, 칠무해가 폐지된 후에는 버기가 만든 크로스 길드라는 회사에 정식 입단한 상태이다.
'폭군' 바솔로뮤 쿠마 (칠무해 폐지)
'전설에 살아가는 남자, 천냥광대' 버기 (과거 '광대' 버기) (칠무해 폐지)
'흰 수염 JR' 에드워드 위블 (칠무해 폐지)
현상금:4억8000만 베리
성우 : 정영웅(애니원)
자칭 故 흰 수염의 아들이라고 주장하는 인물이며, 또, 옛 故 흰 수염 산하 해적단의 A.O를 궤멸시킨 장본인이기도 하다. 또한 전직 해군 대장 제파의 오른팔을 잘라 버린 전적도 있어, 그 강함은 이미 인정받은 상태. 다소 우스꽝스러운 캐릭터의 디자인 때문에 많은 독자들 사이에서 당연히 흰 수염의 친아들은 아닐것이다 라는 얘기가 일반적이었으나, '그렇게 생각하시는거야말로 제가 의도한 것입니다'라는 오다작가의 코멘트로 주목을 받고있다. 이후, 칠무해가 폐지되면서 자신이랑 적이된 세계 정부랑 맞써 싸우게 된다.
"Sir" 크로커다일 (원피스)(Mr.0) (박탈)
겟코 모리아 (박탈)
'바다의 협객 징베' 징베(탈퇴)
前 현상금:2억 5000만베리
현 현상금:4억 3800만 베리 → 11억 베리
성우 : 고우리 다이스케 → 호우키 카츠히사
성우 : 황창영 → 이장원 (대원방송) / 손종환(투니버스 3D2Y 스폐셜)
태양 해적단에 들어가기 전에는 용궁성의 병사였다. 故 피셔 타이거가 사망한 뒤, 태양 해적단의 선장이자 前 칠무해로 육탄전에서는 어인들의 무술인 '어인공수도'를 주무기로 사용하며, 어인의 특성답게 물을 자유자재로 활용한다. 당시 어인섬을 보호해주던 故 흰 수염(에드워드 뉴게이트)을 매우 존경하고 있다. 과거 故 흰 수염(에드워드 뉴게이트)에게 덤비려 들던 故 포트거스 D. 에이스와 4일간 겨루어 호각의 실력을 내세우다 무승부로 쓰러진다. 故 에이스의 처형건으로 인해 해군과 흰 수염 해적단의 전쟁을 반대하다가 故 포트거스 D. 에이스와 함께 임펠 다운 Level 6에 수감되어 있었으나, 형을 구하기 위해 임펠 다운에 침입한 몽키 D. 루피를 도와 임펠 다운을 벗어나 마린포드 전쟁에 참여하였다. 정상결전 후에 형을 잃고서 실의감에 빠진 루피가 다시 재기할 수 있는 발판을 마련해주었으며, 2년뒤 다시 만나자고 말한 뒤 2년 동안 어인섬에서 루피를 기다렸다. 어인섬에서 재회한 밀짚모자 해적단에게 자신이 과거 아론과는 의형제나 다름 없는 사이였다는 것을 밝히며 아론파크 건을 밀짚모자 해적단 모두에게 사죄한다. 이후 루피 일행의 신 어인 해적단 진압에 참여했다. 칠무해를 탈퇴한 후 현상금이 4억 3800만 베리로 올랐으며 샬롯 링링에 의해 어인섬을 보호하기 시작하면서 빅 맘 해적단의 산하에 들어갔으나, 루피가 링링에게 선전포고를 하면서 빅 맘 해적단에서 떠나기로 결정한다. 루피에게서 동료제의를 받았으나 "지금 당장 해야 할 일이 남았다"라며 루피의 제안을 거절했다. 하지만 나중에 합류하겠다는 의사를 보여, 잠정 보류하기로 하였다. 829화에서는 크로캉 부슈를 먹고 싶어 발작을 일으켜 난동을 부리는 빅 맘을 크로캉 부슈를 먹여 진정을 시킨다. '징베의 해협 홀로 여행 최종화'에선 와다츠미랑 같이 새로운 의복과 보따리를 받고 출항을 한다. 851화에서는 죄수 도서실에 갇혀있는 루피와 나미를 감시하던 故 샬롯 오페라를 쓰러뜨린 후에, 루피와 나미를 죄수 도서실에서 탈출을 도와준다. 이후 빅 맘에게 빅 맘 해적단 탈퇴를 선언과 동시 밀짚모자 해적단에 들어가겠다고 선언한다. 그리고 실제로 밀짚모자 해적단의 구성원이 되었으며 포지션은 조타수가 되었다.
'검은 수염' 마샬 D. 티치 (탈퇴)
'죽음의 외과의' 트라팔가 로(제명)
前 현상금:4억 4천만 베리
현 현상금 30억 베리(2억 베리→2년후 과거 4억 4천만 베리→ 5억 베리→30억 베리 ).
성우 : 카미야 히로시
성우 : 정재헌 (대원방송) / 김영선 (투니버스 에피소드 오브 사보)
노스블루 출신으로 플레반스의 유일한 생존자. 현재 하트 해적단의 선장 겸 선의. 대표적인 선원으로는 베포, 펭귄, 샤치등이 있다. 초인계 수술수술 열매의 능력자로, 룸을 생성해 내부 공간 안에 존재하는 모든 물체에게 강제적이고 전지전능한 조작을 가하는 능력을 보유하였다. 잔인한 성정으로 알려져 있지만 비겁한 수는 쓰지 않는 듯. 본래는 냉정한 성격의 소유자이며, 11명의 초신성 중 하나. 정상결전 막바지에 나타나 중상을 입은 루피를 구출한다. 2년후 칠무해가 되었고, 칠무해 가입을 위해 해적 100명의 심장을 해군본부에 보냈다. 현재는 밀짚모자 해적단과 동맹을 맺은 상태이다. 그리하여 그린 비트에서 후지토라에 의해 칠무해에서 제명된다. 과거 돈키호테 패밀리의 전 멤버로 10살에 패밀리에 가입하였다. 도플라밍고는 차기 코라손의 자리를 주려고 했었다고하며,  13살 때 은사 故 코라손(돈키호테 로시난테)의 사망 이후 패밀리를 탈퇴하고 이후 하트 해적단을 결성했다. 현재는 사황 카이도를 끌어내리고 신세계를 뒤엎을만한 계략을 실행시키기 위해 움직이고 있다. 몽키 D. 루피와 동맹을 맺은 후 드레스로자에서 도플라밍고와 대결에서 도플라밍고에게 팔이 잘리고, 총에 맞고 쓰러진다. 하지만, 또 다시 도플라밍고에게 덤비지만, 실패한다. 잘린 팔은 레오와 맨셸리 능력에 의해 다시 봉합할 수 있었다. 이후, 몽키 D. 루피와 같이 돈키호테 도플라밍고와 돈키호테 패밀리들을 모두 쓰러뜨린다. 이 사건 이후, 현상금은 5억 베리로 오른다.
'천야차(天夜叉)' 돈키호테 도플라밍고(제명)
前 현상금:3억 4천만 베리
성우 : 타나카 히데유키 / 한바 토모에(어릴 적)
성우 : 이재용(KBS), 최한(투니버스), 박요한→양석정(젊은 시절~현재)/성예원(어린 시절)(대원방송)
돈키호테 패밀리의 선장. 세계 정부를 설립한 왕족 20가문 중 하나인 돈키호테 가문의 후손으로 원래는 천룡인으로서 살고 있었는데 아버지의 결정으로 마리죠아를 떠나 인간들에게 쫓기는 신세가 되면서 고문을 당한다. 이렇게 살다가 참지 못하여 아버지를 죽이고 마리조아로 돌아왔으나, 다른 천룡인들에게 배척당하는 신세가 되었다. 실실 열매 능력자로 실을 이용해 꼭두각시 인형처럼 타인을 조종하고, 타인의 신체 일부를 잘라내기도 한다. 무장색과 패왕색의 패기를 지니고 있다. 휘하에 여러 해적단을 거느리고 있으며, 인신매매를 하는 휴먼 파크를 경영하고 있다가 새로운 시대를 기다리며 인신매매에서 손을 뗀다. 정상결전 때 크로커다일에게 손을 잡자고 제안하나 크로커다일은 바로 거절하고 조즈와 함께 모래폭풍으로 날려버린다. 처형당하려는 에이스를 구한 크로커다일의 목을 베고 자신을 차고 흰 수염과 손을 잡은 것이 질투심이 솟구친다면서 덤벼들어 크로커다일과 1:1 전투에 돌입한다. 전쟁 후에 오로성의 명령으로 파시피스타들과 함께 겟코 모리아를 제거하려 했으나 놓쳐버렸다는 보고를 한다. 오로지 힘이 전부라는 생각의 소유자로 다른 칠무해와 유달리 장사를 하며 세계정부와도 거래를 하는 인물이다. 브로커로 활동할 시에는 '조커(Joker)'라는 예명을 사용하며, 현재 신세계 후반부 G-5를 총괄하는 해군 중장 베르고 역시 도플라밍고의 부하였으며, 해군에 위장취업한 것으로 밝혀졌고, 前 칠무해였던 트라팔가 로도 한 때 도플라밍고의 부하였다고 한다. 시저 클라운이 만든 SAD로 사황 중 한 사람인 카이도와 거래를 하고 있었으나 자신을 배신한 트라팔가 로의 협박에 궁지에 몰리고, 결국 칠무해에서 탈퇴한다. 그린 비트에서 트라팔가 로, 후지토라(잇쇼)와 대면한다. 드레스로자에서 루피를 이글이글 열매를 미끼로 이용하여 콜로세움에 참가시켰다. 하지만 장난감 병정이 된 퀴로스와 톤타타족의 개입으로 특별 간부인 슈거가 기절하고 드레스로자의 모든 장난감들이 인간으로 돌아오자, 드레스로자 전체를 새장으로 둘러싸고 대전투를 벌인다. 몽키 D. 루피와 트라팔가 로와 일기토를 벌였지만 루피의 기어4에 허무하게 뚫리면서 패배한다. 이후 자신을 포함한 돈키호테 패밀리 전원 모두 해군들에게 체포된다. 현재는 임펠 다운 레벨6에 수감된 상태이다.

## 해적단

### 스릴러 바크
스릴러 바크(Thriller Bark, スリラーバーク)는 일본 만화 및 애니메이션 《원피스》에 등장하는 前 칠무해 겟코 모리아가 이끄는 가상의 해적단 모리아 해적단(Moria Pirate)의 배. 얼핏 보기엔 섬처럼 보이지만 마을 하나를 송두리째 실은 배로, 원피스 세계에서 가장 큰 해적선이다.

#### 4괴인
겟코 모리아 (前 칠무해)
Dr. 호그백 (통칭 '천재 외과의')
성우 : 이와사키 히로시
성우 : 이현
모리아 해적단의 4괴인 중 한명. 천재라고까지 불리던 실력있는 외과의. 그가 열렬히 좋아했던 배우 빅토리아 신드리가 사망하자 죽은 사람은 살릴 수 없는 자신의 의술에 절망하다 겟코 모리아의 휘하로 들어왔다. 모리아의 병사로 사용될 좀비를 마련하는 역할. 현재 빅토리아 신드리의 육체를 좀비로 만들어 조수로 쓰고 있지만, 그 안에 들어가있는 가정부(접시 혐오증에 걸린)에게 잡혀산다. (하지만 실제로 호그백은 좀비를 제공, 통솔하는 역할을 부여받았기에 호그백이 마음만 먹으면 신드리에게 얼마든지 명령을 내릴 수 있다).
故 압살롬 (통칭 '묘지의 압살롬')
성우 : 미우라 히로아키
성우 : 신경선
모리아 해적단의 4괴인 중 한명. 병사 좀비와 장군 좀비들을 통솔하는 스릴러 바크의 간부. 사자의 얼굴을 한 인간의 모습을 하고 있다. 평범하게 보이지만 Dr. 호그백에게 육체를 개조받아 사자의 턱과 코끼리의 피부, 힘줄, 곰, 고릴라의 근육을 이식받았으며, 이로 인해 몸무게는 300kg에 육박한다. 초인계 악마의 열매인 '투명투명 열매'의 능력자로, 자신의 몸과 접촉하고 있는 사물을 투명하게 할 수 있는 능력이 있다. 이 능력을 이용, 양 팔에 숨겨놓은 바주카포로 상대를 공격하는 방식을 주로 사용한다. 멧돼지 좀비의 몸에 들어가있는 '로라'의 그림자에게 항상 결혼할 것을 강요당하고 있다. 2년후 현재 '압사'라는 예명으로 프리랜서로 활동하며 많은 양의 특종기사를 내고 있었지만, 검은 수염 해적단에게 죽임을 당한 뒤에 시류에게 투명투명 열매 능력을 빼앗긴 사실이 밝혀졌다.
페로나

#### 그외 좀비들
쿠마시
하마 신사
성우 : 타케모토 에이지
동물 좀비 부대의 부대장. 우솝에게 덤벼들었다가 임펙트 다이얼에 당했다.
힐돈
성우 : 마츠노 타이키
성우 : 김혜성(대원방송)
박쥐의 모습을 한 좀비로, 하늘을 날아다니며, 온갖 정보를 알린다.
리스키 형제
성우 : 누마타 유우스케 & 니시와키 타모츠
두 명의 수다쟁이 다람쥐 좀비. 리스키 형제의 그림자가 들어갔다.
개 펭귄
성우 : 히라타 히로아키
성우 : 정주원
이름 그대로 개 얼굴에 펭귄 몸을 한 동물좀비. 상디의 그림자가 들어가 있다.
케르베로스
성우 : 후지모토 타카히로
언데드. 머리가 3개 달린 좀비 개. 그런데 머리 중에 여우의 머리도 있다.
부히척
성우 : 히라이 케이지
성우 : 이인석
계속 '부히힛'이라고 웃는 돼지 벽걸이 좀비. 유령저택 거실 좀비수장.
깔개곰
성우 : 타케모토 에이지
깜짝좀비 중 한 마리 곰모피 깔개가 좀비가 된 모습 유령저택의 거실에 있다.
빅토리아 신드리
성우 : 쿠와시마 호우코
성우 : 박고운
호그백과 모리아의 힘에 의해 살아난 과거 여성 유명 스타. 접시 혐오증에 걸린 어느 집의 가정부(마가리타)의 그림자가 들어가 있다.
류마(통칭 '검협')
성우 : 쵸우
성우 : 정재헌(대원방송)
과거에 용을 이겼다는 북쪽의 나라 와노쿠니(왜국)의 검사. 장군좀비. 브룩의 그림자가 들어가 있다. 롤로노아 조로와 대결에서 패배한다. 조로가 류마와 대결해 이긴 후 슈스이를 얻음.
캡틴 존
성우 : 오카모토 히로시
과거에 자신의 보물에 관한 일이라면 뭐든지 했던 캡틴 존이 부하들에게 죽고 모리아와 호그백이 장군좀비로 만들었다.
로라
성우 : 히사카와 아야
성유 : 윤아영
압살롬을 좋아하는 멧돼지 좀비. 나미를 도와준다. 사람 로라의 그림자가 들어가 있다.
타라란
성우 : 타나카 카즈나리
성우 : 정주원
원숭이 얼굴에 거대 거미인 좀비. 큰 귀를 갖고 있으나 그냥 장식으로(?) 달고 있었다.
지고로(통칭 '바람의 지고로')
성우 : 나카이 카즈야
향년 59세. 가족을 지키기 위해 홀로 해적 700명을 베었다는 지고로의 육체를 가진 장군좀비로 롤로노아 조로의 그림자가 들어가 있다. 조금 호구같이 생겼다. 삼도류 검사이다.
오즈(통칭 '마인')
성우 : 타나카 마유미
성우 : 안효민
거인족보다 두 배나 크다. 과거에 나라끌기 전설을 포함해 여러 전설을 남겼다. 밀짚모자 루피의 그림자가 들어가 있다.
교로,닌,바오
성우 : 사이토우 키미코, 타케모토 에이지, 카스야 유우타
성우 : 정주원 (교로), 김혜성 (닌), 김연우 (바오)
모리아의 심부름꾼 좀비 셋
스파이더 마우스
성우 : 타나카 카즈나리
쥐 얼굴을 한 거미. 타라란의 부하

### 태양 해적단
태양 해적단(タイヨウの海賊団, Sun Pirates) 또는 어인 해적단(魚人海賊団, Fishman Pirates)은 前 선장 피셔 타이거가 이끌고, 前 칠무해 중 한명인 징베가 이끄는 가공의 해적단이다.
어인들이 결성한 해적단. 여러 분파가 있다. 모험가 故 피셔 타이거가 결성한 해적단. 타이거가 죽은 후 여러 파로 갈라졌다. (신 어인 해적단과 플라잉 해적단은 예외)
故 피셔 타이거(통칭 '모험가')(도미 어인)
성우 : 이시이 코우지
성우 : 곽윤상(애니박스)
태양 해적단의 전 선장. 천룡인들이 사는 성지 마리조아에 홀로 쳐들어가(사실 피셔 타이거는 당시 천룡인의 노예로 성지 마리조아로 들어간 것이었다.) 많은 노예들을 구출해 주었다. 보아 3자매도 이 때 탈출하였다. 이때 탈출한 노예 어인들을 비롯한 여러 어인들을 모아 해적단을 만들었다. 태양 해적단이라는 이름은 노예 어인들의 천룡인의 노예였던것을 나타내는 문신을 없애기 위해 태양 문신을 덮어찍은 것에서 비롯되었다. 현상금은 2억 3000만 베리
징베(통칭 '해협의 징베')(前 칠무해 고래상어 어인)
알라딘[양메기 인어]
성우 : 나가사코 타카시
성우 : 박성영
어인 해적단의 선의 겸 부선장. 前 넵튠군의 병사였으며, 천룡인의 노예였다고 한다. 루피 일행이 상디를 되찾기 위해 간 빅 맘의 구역에서 재등장하여, 징베에게 연락하고 있었다. 2년후 현재는 샬롯 가 21녀인 샬롯 프랄리네랑 결혼한 상태이다.
와다츠미(큰자주복 어인, 통칭 '까까머리 거한')
샬롯 프랄리네(귀상어 반인어)

#### 아론 해적단
아론
하찌
쿠로오비
츄 [키스 어인]
성우 : 오노사카 마사야
성우 : 석원희 / 정재헌 / 손수호(에피소드 오브 이스트블루)(투니버스)
아론 일당 간부. 아론 일당의 저격수이다. 물대포로 공격한다. 만날 츕~이라고 한다. 우솝에게 패배하여, 아론과 함께 해군에게 체포된다. 그도 역시 임펠 다운에서 등장하지 못했다. 현상금은 550만 베리
카네시로(금붕어 어인)
아론 해적단 조선공.
피사로(개복치 어인)
아론 해적단 음악가.
타케(잉어 어인)
아론 해적단 선원.
시오야키(연어 어인)
아론 해적단 선원.

#### 마쿠로 일당
마쿠로[마크로파링크스 어인]
성우 : 나가사코 타카시
성우 : 이상범
마쿠로 일당의 두목. 전에는 태양 해적단의 선원이었다. 어인이지만 납치꾼을 하고 있다. 몇 번이나 케이미를 납치하려 했으나 하치에게 계속 패했고, 마지막으로 듀발의 날치 라이더즈와 손을 잡고 케이미를 납치했으나 밀짚모자 해적단의 도움으로 풀려난 하치에게 당하고 만다.
갸로[툭눈금붕어 어인]
성우 : 오다 유세이
성우 : 정주원
마쿠로 일당의 일원. '금붕어 검술'을 사용한다.
탕수이[아로와나 어인]
성우 : 카와즈 야스히코
성우 : 안효민
마쿠로 일당의 일원. 어인공수도를 사용한다.

### 버기&알비다연합
버기 (통칭 '천냥광대')
캐버디 (통칭 '곡예사')
성우 : 엔도 모리야
성우 : 오인성 / 이동훈 / 김현구(투니버스 3D2Y 스폐셜) / 황창영
버기 해적단의 참모장. 외발자전거와 검으로 곡예를 하고 그것으로 공격한다.
모디 (통칭 '맹수조련사')
성우 : 소야 시게노리
성우 : 이재용 / 고구인 / 박요한 / 김지율 (투니버스 3D2Y 스폐셜)
버기 해적단 부선장이자 조련사. 리치를 타고 채찍으로 공격한다.
리치
성우 : 이나다 테츠
성우 : 윤세웅, 노민 / 이인석
모디가 타고 다니는 사자, 보통 사자보다 2배나 더 크다.
알비다 (통칭 '쇠몽둥이')
Mr. 3 갤디노
빅 톱 호
버기 해적단의 해적선.